# Richard Winters
Richard Davis "Dick" Winters (21 tháng 1 năm 1918 – 2 tháng 1 năm 2011) là một sĩ quan của Lục quân Hoa Kỳ và là một cựu chiến binh xuất sắc. Ông được biết đến nhiều nhất qua thành tích chỉ huy Đại đội Easy thuộc Tiểu đoàn 2, Trung đoàn Bộ binh dù 506, Sư đoàn dù 101 trong Thế chiến thứ 2. Sau cùng ông được thăng chức thiếu tá, chỉ huy Tiểu đoàn 2.
Với cấp bậc Trung úy Winters nhảy dù xuống Normandy vào những giờ đầu của D-Day, ngày 6 tháng 6 năm 1944 và sau đó chiến đấu qua các nước Pháp, Hà Lan, Bỉ và cuối cùng là Đức. Sau khi Đức đầu hàng vào tháng 5 năm 1945, ông rời khỏi Trung đoàn 506 và đóng quân tại Pháp, nơi các sĩ quan cao cấp được cần để giám sát việc trở về nhà. Năm 1951, trong Chiến tranh Triều Tiên, Winters đã được gọi lại cho Quân đội từ danh sách trù bị và phục vụ trong một thời gian ngắn với tư cách là một sĩ quan tham mưu kế hoạch và huấn luyện trung đoàn tại Fort Dix, New Jersey. Winters nhận được lệnh triển khai và chuẩn bị khởi hành đến Bán đảo Triều Tiên, nhưng thay vào đó, rời khỏi Quân đội theo một điều khoản cho phép các sĩ quan phục vụ trong Thế chiến II nhưng đã không hoạt động kể từ khi từ chức sỹ quan.
Winters đã được giải ngũ khỏi Quân đội và trở lại cuộc sống dân thường, đầu tiên làm việc ở New Jersey và sau đó ở Pennsylvania, nơi ông thành lập công ty riêng bán sản phẩm phụ sô cô la từ Công ty Hershey cho các nhà sản xuất thức ăn chăn nuôi. Ông là giảng viên thỉnh giảng thường xuyên tại Học viện Quân sự Hoa Kỳ West Point cho đến khi nghỉ hưu năm 1997.
Winters xuất hiện trong một số sách và trở thành vai diễn của diễn viên người Anh Damian Lewis trong loạt phim Band of Brothers năm 2001 của HBO.

## Tiểu sử

### Giai đoạn đầu đời và việc học
Winters sinh ra ở New Holland, Pennsylvania, :4vào ngày 21 tháng 1 năm 1918, cha là Richard và mẹ là Edith Winters. Gia đình chuyển đến vùng lân cận Lancaster khi anh tám tuổi. :4 Ông tốt nghiệp trường trung học cấp ba nam sinh Lancaster năm 1937 và học tại trường cao đẳng Franklin và Marshall. :6
Trong thời gian học ở trường Franklin và Marshall, Winters là thành viên của hội huynh đệ Delta Sigma Phi Fr và tham gia vào các giải bóng đá và bóng rổ nội bộ. Anh ấy đã phải nghỉ môn đấu vật, môn thể thao yêu thích của mình, và hầu hết các hoạt động xã hội để dành thời gian cho việc học và các công việc bán thời gian trong thời gian học cao đẳng. Ông tốt nghiệp năm 1941 với kết quả học tập cao nhất của trường kinh doanh. Sau khi tốt nghiệp, anh tình nguyện nhập ngũ để phục vụ trong một năm, mặc dù sau này anh viết trong hồi ký rằng vào khi đó anh "... không mong muốn tham gia chiến trận..." nhưng tình nguyện để không bị đi nghĩa vụ sau này. :6

### Phục vụ trong quân đội

#### Thế chiến thứ 2
Winters nhập ngũ vào ngày 25 tháng 8 năm 1941. :6 Vào tháng 9, anh đã trải qua khóa huấn luyện cơ bản tại Doanh trại Croft, Nam Carolina. :7 Anh ở lại Doanh trại Croft để giúp đào tạo lính nghĩa vụ và những lính tình nguyện khác, trong khi những người khác trong tiểu đoàn của ông được triển khai đến Panama. Vào tháng 4 năm 1942, bốn tháng sau khi Hoa Kỳ tham gia Thế chiến II, ông được chọn theo học Trường Huấn luyện Sĩ quan (OCS) tại Fort Benning, Georgia. :8–9 Ở đây, anh quen với Lewis Nixon, bạn của ông trong suốt cuộc chiến. :13 Ông được thăng cấp Thiếu úy Bộ binh khi tốt nghiệp OCS vào ngày 2 tháng 7 năm 1942. :13
Trong thời gian theo học khoá huấn luyện sĩ quan, Winters quyết định gia nhập Binh chủng nhảy dù, một phần của lực lượng đổ bộ đường không mới của Quân đội Hoa Kỳ. :12 Sau khi hoàn thành khóa huấn luyện, anh trở lại Trại Croft để đào tạo một lớp lính nghĩa vụ khác vì không còn vị trí sĩ quan nào trong lực lượng nhảy dù lúc đó. Sau năm tuần, anh nhận được lệnh gia nhập Trung đoàn Bộ binh dù 506 (Trung đoàn 506) tại Trại Toccoa (trước đây là Trại Toombs) ở Georgia. :14 Trung đoàn này được chỉ huy bởi Đại tá Robert Sink.
Winters đến Toccoa vào giữa tháng 8 năm 1942 và được chỉ định vào Đại đội E, Tiểu đoàn 2, Trung đoàn 506, :16–17 sau đó để được biết đến nhiều hơn với tên gọi "Đại đội Easy " theo Bảng ký tự chữ cái chung cho lực lượng Lục quân/Hải quân. Phục vụ dưới quyền Trung úy Herbert Sobel, Winters đã trở thành trung đội trưởng Trung đội 2, được thăng cấp Trung úy quyền sĩ quan huy đại đội vào tháng 10 năm 1942. :39  :25 và trở thành sĩ quan chính thức vào tháng 5 năm 1943. :39 Trung đoàn 506 là một đơn vị thử nghiệm, trung đoàn đầu tiên được huấn luyện đổ bổ đường không chính thức. :18 Việc huấn luyện tại Toccoa rất gắt gao. Trong số 500 sĩ quan tình nguyện, chỉ có 148 người hoàn thành khóa; trong số 5.000 quân tình nguyện nhập ngũ, chỉ có 1.800 người cuối cùng được chọn vào binh chủng nhảy dù. :18  :18
Vào ngày 10 tháng 6 năm 1943, sau khi được huấn luyện chiến thuật bổ sung tại Camp Mackall, Bắc Carolina, Trung đoàn 506 được nhập vào Sư đoàn Dù 101 biệt danh "Đại bàng gào thét" của Thiếu tướng William Lee. :39 Cuối năm đó, họ cập cảng vào Samaria và đến Liverpool vào ngày 15 tháng 9 năm 1943. :44 Họ tiếp tục đến tới Aldbourne, Wiltshire, nơi họ bắt đầu khoá huấn luyện cường độ cao cho cuộc đổ bộ của quân Đồng minh vào châu Âu được được lên kế hoạch diễn ra vào mùa xuân năm 1944. :45
Vào tháng 11 và tháng 12 năm 1943, trong khi Đại đội Easy đang ở Aldbourne, mâu thuẫn đang có giữa Winters và Sobel lên đến đỉnh điểm. :47–52 Trong một thời gian, Winters âm thầm hoài nghi về khả năng chỉ huy chiến đấu của Sobel. Nhiều quân lính trong đại đội nể trọng năng lực của Winters và đồng thời hoài nghi về khả năng lãnh đạo của Sobel. :48 Winters sau đó nói rằng anh ta không bao giờ muốn cạnh tranh với Sobel để chỉ huy đại đội Easy; Tuy nhiên, Sobel đã cố gắng cáo buộc Winters vì "không tuân thủ mệnh lệnh". :51 Cảm thấy rằng hình phạt của mình là bất công minh và cảm nhận được âm mưu của Sobel qua vụ việc này, Winters yêu cầu cáo buộc của mình phải được xem xét bởi tòa án binh. Sau khi hình phạt của Winters được cho qua bởi chỉ huy tiểu đoàn, Thiếu tá Robert L. Strayer, Sobel tiếp tục có cáo buộc khác với Winters ngay ngày hôm sau. Trong quá trình điều tra, Winters được chuyển vào Sở chỉ huy Đại đội và được bổ nhiệm làm sĩ quan tạp vụ của tiểu đoàn. :52
Sau vụ việc này, một số hạ sỹ quan của đại đội đã gửi tối hậu thư đến đại tá Sink, chỉ huy trung đoàn, rằng họ sẽ từ chức nếu Sobel tiếp tục làm chỉ huy đại đội. :53 Đại tá Sink không hài lòng với các hạ sĩ quan và đã cho cách chức, điều chuyển nhiều người khỏi đại đội. Tuy nhiên, đồng thời ông cũng nhận ra điều cần làm và quyết định  :54 chuyển Sobel đến chỉ huy một trường huấn luyện nhảy dù mới ở Chilton-Foliat. :57 Án binh của Winters được cho qua một bên và anh trở lại Đại đội Easy với chức vụ trung đội trưởng Trung đội 1. Winters sau này nói rằng ông cảm thấy thành công của Đại đội Easy một phần nhờ vào sự huấn luyện gắt gao và kỳ vọng của Sobel. :287 Vào tháng 2 năm 1944, Thiếu úy Thomas Meehan được bổ nhiệm làm chỉ huy của Đại đội Easy. :57